# ヴィッダルバ
ヴィッダルバ（イタリア語: Viddalba）は、イタリア共和国サルデーニャ自治州サッサリ県にある、人口約1,700人の基礎自治体（コムーネ）。

## 地理

### 位置・広がり

#### 隣接コムーネ
隣接するコムーネは以下の通り。
- アッジュス
- バデージ
- ボルティジャーダス
- サンタ・マリーア・コギーナス
- トリニタ・ダグルトゥ・エ・ヴィニョーラ
- ヴァッレドーリア

## 行政

### 分離集落
ヴィッダルバには、以下の分離集落（フラツィオーネ）がある。
- Giagazzu, Giùncana, L'Avru, Li Reni, Tungoni